# 科索沃区
科索沃区是1990年至1999年间塞尔维亚科索沃和梅托希亚自治省东部的行政区，行政中心为普里什蒂纳。在此期间科索沃是塞尔维亚的一部分。科索沃于2008年宣布独立。

## 城市和市镇
科索沃区包含一个城市和9个市镇：
- 普里什蒂纳（城市）
- 波杜耶沃
- 乌罗舍瓦茨
- 奥比利奇
- 格洛戈瓦茨
- 利普连
- 科索沃波列
- 什蒂姆列
- 什特尔普采
- 卡查尼克